# Aeronca Aircraft Inc
Aeronca Aircraft Corporation — авиастроительная компания, была основана 11 ноября 1928 года в Цинциннати, Огайо, США под названием Aeronautical Corporation Of America. В 1941 году сменила название на Aeronca Inc. До 1951 года компания занималась производством небольших самолётов общего назначения. В 1951 году компания прекратила производство самолётов, переориентировавшись на поставки деталей для Boeing, Northrop, Lockheed, Airbus, чем и занимается до сих пор. Всего с 1929 по 1951 год Aeronca построила более 17 000 самолётов. В настоящее время располагается в Мидлтауне, Огайо. Входит в состав канадской корпорации Magellan Aerospace.

## Первые успехи

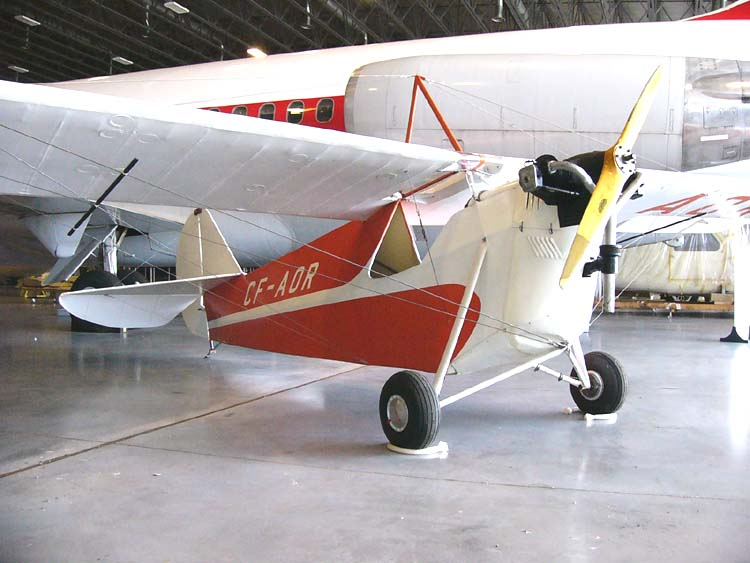
Aeronca C-2

Компания Aeronautical Corporation Of America была основана в 1928 году в Цинциннати, (шт. Огайо), при поддержке и деятельном участии Роберта Тафта, будущего сенатора от штата Огайо. Основной бизнес-идеей компании, заложенной Тафтом, было производство недорогих, надёжных небольших самолётов для любителей авиации. Как оказалось, эта идея стала залогом успешной деятельности компании более чем на 20 лет. Производственные мощности компании с самого основания располагались в Миддлтауне, рядом с Муниципальным аэропортом Хук Филд.
Первым самолётом, выведенным на рынок, стал Aeronca C-2. Дизайн и идея самолёта были куплены Тафтом у Жана Роше, главного инженера по авиации американских ВВС, который самостоятельно построил прототип самолёта для полётов на отдыхе. Подготовка самолёта к серийному производству велась Роджером Шлеммером, представителем школы аэронавтики университета Цинцннати.
Самолёт, получивший название С-2, совершил первый полёт 20 октября 1929 года. Бортовой номер, который получил прототип — NX626N. Этот самолёт был продан в частные руки и, сменив нескольких хозяев, летал до 1940 года. В 1940 году самолёт был выкуплен компанией Aeronca и выставлялся на заводе в Миддлтауне. В 1948 году Aeronca передала свой первый самолёт в Национальный музей аэронавтики и космонавтики США при Смитсоновском институте, где он и находится на хранении до сих пор. За свой внешний вид самолёт получил прозивще «Летающая ванна» (англ. "Flying Bathtub").
После начала продаж С-2 Роше и Шлеммер перешли на работу в Aeronca и вскоре усовершенствовали С-2, выпустив модель под индексом С-3, которую также ждал серьёзный коммерческий успех.

## Первое десятилетие
Aeronca эксплуатировала идею С-2 и С-3 до 1937 года, когда самолёты перестали удовлетворять требованиям безопасности. За это время Роже и Шлеммер подготовили к производству ещё две модели — Aeronca L и Aeronca K Scout. До 1935 года Aeronca выпускала самолёты оборудованные двигателями собственного производства (Aeronca E-107 и Aeronca E-113, мощностью 26 и 36 л.с. соответственно), однако неудачи с первыми Aeronca L показали, что дешевле приобретать более мощные и современные двигатели сторонних производителей, чем содержать самостоятельное подразделение, занимающееся проектированием и производством двигателей.
Серийные машины Scout оснащались, запущенные в серию с 1937 года и пришедшие на смену C-3, выпускались уже с различными двигателями сторонних производителей. Но проекты Scout и Aeronca L нельзя было назвать коммерчески очень удачными. Виной тому стал триумфальный выход на рынок основного конкурента — самолёта Piper J-3 Cub от Piper Aircraft. Его проект был столь удачен, что к 1939 году Piper продавал до 2000 машин в год.
Для выправления сложившейся ситуации в Aeronca построили более комфортный и технически оснащённый Aeronca 50 Chief, вывод которых на рынок сопровождался большими рисками. Однако менеджмент сработал безупречно — самолёт, и его вышедшая через год модификация Aeronca 65 Super Chief, пользовались весьма устойчивым спросом. SuperChief производился серийно вплоть до 1945 года.

## Во время войны

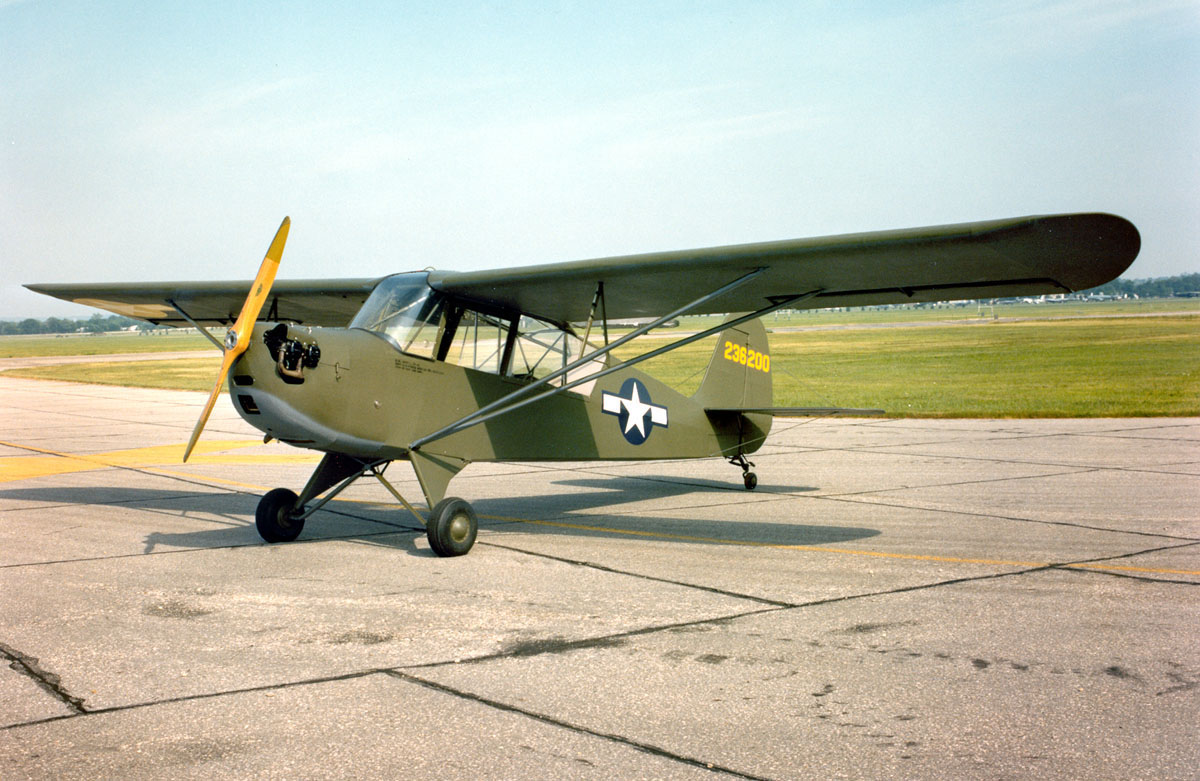
Aeronca Grasshopper

К концу 30-х годов в Aeronca был готов ещё один проект, получивший наименования «серия T». Изначально серия T проектировалась в Aeronca как альтернатива самолёту Piper, практически исключившего Aeronca с рынка экономкласса. Одним из самых главных требований при его проектировании была его дешевизна. Однако в 1938 году стало ясно, что сдвинуть Piper с завоёванных позиций вряд ли удастся в ближайшее время. Aeronca закрепилась на рынке с моделью Aeronca 50 Chief и достаточно успешно эксплуатировала найденную нишу — не самых дешёвых, но и не дорогих самолётов. Над запуском серии T в производство нависла угроза.
Спасло Tandem объявление президентом США Рузвельтом 27 декабря 1938 года программы обучения гражданских пилотов (англ. Civilian Pilot Training (CPT) program). Согласно этой программе в США должны были быть созданы и начать работу центры по подготовке гражданских пилотов, которые, в случае войны, могли бы выполнять вспомогательные функции в рядах ВВС, не требуя значительного времени на переподготовку. Такие центры должны были в короткие сроки обучить не менее 200000 пилотов по программе, рассчитанной на 72 часа налёта и 50 часов теории.
Aeronca стала одной из первых компаний, предоставивших для этой программы самолёт — в начале 1939 года Tandem пошёл в серийное производство и стал закупаться правительством США. Параллельно самолёт появился в свободной продаже. С 1940 году Aeronca выпускала и Tandem, и самолёт, практически не отличающийся от него, но имевший название Aeronca Defender. В 1941 году Aeronca переоборудовала самолёт для военных целей и начала поставки для ВВС США под названием Aeronca Grasshopper.

## Послевоенный триумф

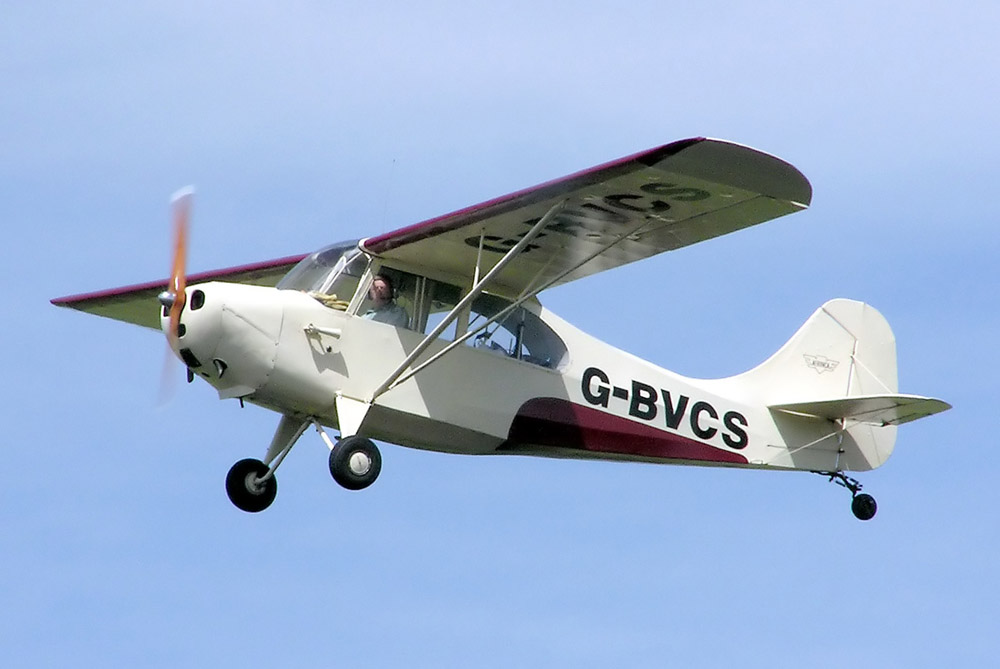
Aeronca Champion

В начале 40-х годов Роже и Шлеммер отошли от практических разработок, передав их в руки Рэймонда Хермеса. Результатом его деятельности стал самый успешный проект компании — Aeronca 7 Champion. Вместе с ним на рынок вышел Aeronca 11 Chief. Не удивительно, что оба самолёта получились очень похожими. Хермес добился унификации на 80 — 85 %, что позволило одновременно запустить их в серийное производство.
Продажи обеих моделей самолётов начались в 1945 году и были столь успешными, а самолёты стали настолько популярными, что в 1947 году Piper пришлось свернуть производство модели J-3 Cub. Правда к этому моменту было построено и продано более 19 000 J-3. К 1947 году с конвейера компании сходило 50 самолётов обеих серий в день. Всего же, до 1951 года, Aeronca продала 10 200 Champion.
На волне успеха, в связи с увеличивающимся спросом на семейные самолёты, в 1947 году Aeronca представила публике четырёхместный самолёт Aeronca 15 Sedan, являющийся дальнейшим усовершенствованием удачной модели Aeronca 11 Chief. Целью выпуска этих самолётов было дальнейшее закрепление на рынке семейных недорогоих машин. Самолёт вышел на рынок одновременно с основными конкурентами: Piper PA-14 Family Cruiser от Piper Aircraft и Cessna 170.
В серийное производство самолёт поступил в 1948 году. Использовался как по прямому своему назначению, так и для работ в сельском хозяйстве и для выполнения коммерческих рейсов.

## Прекращение выпуска самолётов
После выпуска Sedan в Aeronca не смогла до начала 50-х готов разработать новую концепцию развития и представить на рынок новый самолёт. Однако с конца 40-х готов производственные мощности компании все более и более переориентировались на поставку деталей для самолётов и авиадвигателей таких авиагигантов, как Boeing, Lockhid, Northtrop.
В конце 40-х годов в Aeronca предпринимались попытки запустить в серийное производство предложенный инженером компании Эдвардом Бёрном и построенный ещё в 1943 году самолет Aeronca 9 Arrow и купленный по лицензии у ERCO Aeronca 12 Chum, но они закончились неудачей.
В 1950 году управлением компании было принято решение полностью переориентироваться на поставку деталей и свернуть своё производство самолётов. Конвейер, производящий детали для Aeronca 15 Sedan был остановлен, однако сборка этих самолётов продолжалась. 23 октября 1951 года ворота Aeronca покинул последний Aeronca 15 Sedan.

## Современное состояние
В 1951 году Aeronca продаёт права на производство Aeronca Champion, чуть позже — на Aeronca Chief. Правами на эти самолёты обладали несколько компаний и частных лиц, пока в начале 90-х годов они не перешли American Champion Aircraft Corporation. В 1991 году Aeronca продала права на Aeronca Sedan, которые, через третьи руки, попали в 2000 году в Burl's Aircraft Rebuild.
Права на остальные самолёты принадлежат Aeronca, которая в начале 2000-х всеми своими активами вошла в бурно развивающийся и агрессивно ведущий себя на рынке канадский холдингMagellan Aerospace Corporation, в составе которого и работает до сих пор.